# David di Donatello 1988
La 33a edició dels premis David di Donatello, concedits per l'Acadèmia del Cinema Italià va tenir lloc el 3 de juny de 1988 a Villa Madama de Roma. El premi consistia en una estatueta dissenyada per Bulgari.

## Guanyadors

### Millor pel·lícula
- L'últim emperador, dirigida per Bernardo Bertolucci
- Intervista, dirigida per Federico Fellini
- Ulls negres, dirigida per Nikita Mikhalkov

### Millor director
- Bernardo Bertolucci - L'últim emperador
- Federico Fellini - Intervista
- Nikita Mikhalkov - Ulls negres

### Millor director novell
- Daniele Luchetti - Domani accadrà
- Carlo Mazzacurati - Notte italiana
- Stefano Reali - Laggiù nella giungla

### Millor argument
- Leo Benvenuti, Piero De Bernardi i Carlo Verdone - Io e mia sorella (ex aequo)
- Bernardo Bertolucci i Mark Peploe - L'últim emperador (ex aequo)
- Alexandre Adabascian, Nikita Mikhalkov i Suso Cecchi D'Amico - Ulls negres

### Millor productor
- Franco Giovalé, Joyce Herlihy i Jeremy Thomas - L'últim emperador
- Silvia D'Amico Benedicò i Carlo Cucchi - Ulls negres
- Angelo Barbagallo i Nanni Moretti - Notte italiana

### Millor actriu
- Elena Safonova - Ulls negres
- Valeria Golino - Gli occhiali d'oro
- Ornella Muti - Io e mia sorella

### Millor actor
- Marcello Mastroianni - Ulls negres
- Philippe Noiret - Gli occhiali d'oro
- Carlo Verdone - Io e mia sorella

### Millor actriu no protagonista
- Elena Sofia Ricci - Io e mia sorella
- Marthe Keller - Ulls negres
- Silvana Mangano - Ulls negres
- Wo Jun Mei - L'últim emperador

### Millor actor no protagonista
- Peter O'Toole - L'últim emperador
- Galeazzo Benti - Io e mia sorella
- Gabriele Ferzetti - Júlia i Júlia

### Millor músic
- Ennio Morricone - Gli occhiali d'oro
- Francis Lai - Ulls negres
- Nicola Piovani - Domani accadrà

### Millor cançó original
- No atorgat

### Millor fotografia
- Vittorio Storaro - L'últim emperador
- Tonino Delli Colli - Intervista
- Franco Di Giacomo - Ulls negres

### Millor escenografia
- Bruno Cesari, Osvaldo Desideri i Ferdinando Scarfiotti - L'últim emperador
- Danilo Donati - Intervista
- Mario Garbuglia - Ulls negres

### Millor vestuari
- James Acheson i Ugo Pericoli - L'últim emperador
- Nanà Cecchi - Gli occhiali d'oro
- Carlo Diappi - Ulls negres

### Millor muntatge
- Gabriella Cristiani - L'últim emperador
- Nino Baragli - Intervista
- Enzo Meniconi - Ulls negres

### Millor enginyer de so directe
- Raffaele De Luca - Ultimo minuto
- Franco Borni - Domani accadrà
- Benito Alchimede - Io e mia sorella

### Millor actriu estrangera
- Cher - Encís de lluna (Moonstruck)
- Glenn Close - Atracció fatal (Fatal Attraction)
- Barbra Streisand - Nuts)

### Millor actor estranger
- Michael Douglas - Wall Street (Wall Street)
- Michael Douglas - Atracció fatal (Fatal Attraction)
- Jack Nicholson - Les bruixes d'Eastwick (The Witches of Eastwick)

### Millor director estranger
- Louis Malle - Au revoir les enfants (Au revoir les enfants)
- Stanley Kubrick - Full Metal Jacket
- John Huston - Els dublinesos (The Dead)

### Millor productor estranger
- Stanley Kubrick - Full Metal Jacket
- Art Linson - Els intocables d'Elliot Ness
- Steven Spielberg - L'imperi del Sol

### Millor guió estranger
- Louis Malle - Au revoir les enfants (Au revoir les enfants)
- David Mamet - House of Games
- John Patrick Shanley - Encís de lluna (Moonstruck)

### Millor pel·lícula estrangera
- Au revoir les enfants (Au revoir les enfants), dirigida per Louis Malle
- Els dublinesos (The Dead), dirigida per John Huston
- Full Metal Jacket, dirigida per Stanley Kubrick

### Premi Alitalia
- Claudia Cardinale

### David Luchino Visconti
- Stanley Kubrick

### David especial
- Giulio Andreotti